# Chojnowo (powiat przasnyski)
Chojnowo – wieś w Polsce położona w województwie mazowieckim, w powiecie przasnyskim, w gminie Czernice Borowe.
W skład sołectwa Chojnowo wchodzi także Kolonia Chojnówka .
| SIMC    | Nazwa     | Rodzaj     |
| ------- | --------- | ---------- |
| 0112970 | Chojnówka | przysiółek |

W latach 1975–1998 miejscowość należała administracyjnie do województwa ciechanowskiego.
Wierni Kościoła rzymskokatolickiego należą do parafii św. Stanisława BM w Czernicach Borowych.
Przez miejscowość przebiega droga wojewódzka nr 544.

## Historia
Do 1954 roku istniała gmina Chojnowo. W 1866 r. urodził się tu Stanisław Chełchowski, rolnik, działacz społeczny, przyrodnik, etnograf; a w 1868 Jadwiga Milewska. W 1915 roku miejsce potyczki między wojskami niemieckimi i rosyjskimi.

## Zabytki
Znajduje się tu XIX-wieczny murowany dwór Chełchowskich i Bojanowskich z ekspozycjami poświęconymi dawnym właścicielom wsi oraz wydarzeniom pierwszej wojny światowej. Odbywają się tu liczne rekonstrukcje i inscenizacje historyczne.